# Chochotla
Chochotla es una congregación del municipio de Ilamatlán ubicado en la región de la Huasteca Baja del estado mexicano de Veracruz.

## Geografía
La localidad de Chochotla se sitúa en las coordenadas geográficas 20°44′16″N 98°30′48″O / 20.737778, -98.513333, a una elevación de 1,183 metros sobre el nivel del mar.

## Demografía
Según el Conteo de Población y Vivienda 2020, efectuado por el Instituto Nacional de Estadística y Geografía, la localidad de Chochotla tiene 147 habitantes, de los cuales 77 son del sexo masculino y 70 del sexo femenino. La tasa de fecundidad es de 3.54 hijos por mujer y tiene 54 viviendas particulares habitadas.
| Gráfica de evolución demográfica de Chochotla entre 1900 y 2020 |
|                                                                 |
| INEGI.                                                          |